# Adesmia burkartii
Adesmia burkartii är en ärtväxtart som beskrevs av Maevia Noemi Correa. Adesmia burkartii ingår i släktet Adesmia och familjen ärtväxter. Inga underarter finns listade i Catalogue of Life.